# Lionel Trilling
Lionel Mordecai Trilling (4. července 1905 – 5. listopadu 1975) byl americký literární teoretik a kritik, jeden z nejvlivnějších ve 20. století.
Přispíval do marxistického časopisu Partisan Review a byl členem skupiny zvané New York Intellectuals. K předmětům jeho zájmu patřili nejprve zejména Matthew Arnold a Edward Morgan Forster, později i řada řada dalších kulturních témat a teorie kultury obecně. Byl mj. prvním, kdo ocenil Nabokovův román Lolita a přispěl tak zásadně k jeho přijetí do "vysoké literatury". Napsal i tři beletristické knihy, dvě z nich však byly vydány až po jeho smrti.

### Literární teorie a kritika
- Matthew Arnold (1939)
- E. M. Forster: A Study (1943)
- The Liberal Imagination: Essays on Literature and Society (1950)
- The Opposing Self: Nine Essays in Criticism (1955)
- Freud and the Crisis of Our Culture (1955)
- A Gathering of Fugitives (1956)
- Beyond Culture: Essays on Literature and Learning (1965)
- Sincerity and Authenticity (1972)
- Mind in the Modern World: The 1972 Thomas Jefferson Lecture in the Humanities (1973)
- The Last Decade: Essays and Reviews, 1965-75 (1979)
- Speaking of Literature and Society (1980)
- The Moral Obligation to Be Intelligent: Selected Essays (2008)

### Próza
- The Middle of the Journey (1947)
- Of This Time, of That Place and Other Stories (1979)
- The Journey Abandoned: The Unfinished Novel (2008)